# Basunlilja
Basunlilja (Lilium formosanum) är en art i familjen liljeväxter som förekommer naturligt på Taiwan. Arten växer på grässluttningar och strände, till 3500 m. Vissa, mycket härdiga, kloner kan odlas på friland i södra Sverige.
Basunlilja är en flerårig ört med lök,  som blir 20–150 cm hög. Löken är näst intill klotrunt eller elliptisk, 2–4 cm i diameter, Lökfjällen är vita med gul ton. Stjälken är ofta med purpurtonad och bildar stamrötter. Bladen sitter strödda, de är smalt lansettlika 2,5-15 långa och 0,4-1,3 cm breda.
Blommorna sitter ensamma eller flera i en toppställd, flockliknande blomställning. De är doftande, trattlika med en smal blompip som gradvis blir bredare mot brämmet. Kalkbladen är vita, ofta med purpurröd ton på utsidan.

## Varieteter
- var. formosanum - till 150 cm. Blad 8-15 × 1-1.3 cm, med tydlig mittnerv. Kalkblad 12–15 cm långa. Blommor 1-2, upp till 10.
- var. microphyllum - blad 2,5-3 × 0,4-0,5 cm med otydlig mittnerv. Kalkblad 7–8 cm långa.
- Liten basunlilja (var. pricei) - 30–60 cm. Blad 2,5–3 cm × 1-1.3 cm, med tydlig mittnerv. Kalkblad 7–8 cm långa. Blommorna sitter ensamma, vanligen med more purpur på utsidan. En höglandstyp som blommor tidigare än populationer från låglandet. Det är tveksamt om varieteten skall erkännas eller ej.

## Hybrider
Arten har korsats med trumpetlilja (L. longiflorum) och hybriden har fått namnet Lilium ×formolongi.
En annan hybrid är den med elfenbensliljan (L. nepalense) som fått namnet Lilium ×formolense.

## Synonymer och auktorer
var. formosanum
- Lilium longiflorum var. formosanum (Wallace) Baker
- Lilium philippinense var. formosanum (Wallace) E. H. Wilson
- Lilium zairii Mackiewicz & Mynett

var. pricei Stoker
var. microphyllum T.S.Liu & S.S.Ying

### Webbkällor
- The Genus Lilium - Lilium formosanum
- Svensk Kulturväxtdatabas
- Wikimedia Commons har media som rör Basunlilja.